# دالو
دالو(به کردی: دالوو، Dallû) روستایی از توابع بخش زیویه در شهرستان سقز است که در استان کردستان ایران قرار دارد.

## جمعیت
این روستا در دهستان گل‌تپه واقع شده و براساس سرشماری سال ۱۳۸۵، جمعیت آن ۱۸۴ نفر (۳۱ خانوار) بوده‌است.